# Silverfotblomfluga
Silverfotblomfluga (Platycheirus albimanus) är en fluga i familjen blomflugor inom släktet fotblomflugor. 

## Utbredning
Silverfotblomflugan förekommer över större delen av palearktis och Nordamerika, och arten är vanlig i hela Norden.

## Kännetecken
Silverfotblomflugan är liten långsmal blomfluga som är 7 till 10 millimeter lång. Den är svart med silverfärgade parfläckar på tergiterna 2 till 4. Framskenbenen är gula och framtill breda och tillplattade. Även framfötterna är breda och tillplattade. Flera andra arter i släktet är mycket snarlika.

## Levnadssätt
Silverfotblomflugan kan påträffas i många olika miljöer. Den besöker många olika blommer, men företrädesvis gula och vita. Man ser den i Sverige från april till oktober. Larven lever på olika sorters bladlöss på örter och buskar. 

## Etymologi
Albimanus betyder vithand på latin.